# Ehrenreich Pirhing
Ehrenreich Pirhing (auch Pirching und Ernricus Pirhing; * 12. April 1606 in Siegharting (Bayerbach); † 15. September 1679 in Dillingen an der Donau) war ein deutscher römisch-katholischer Theologe, Kirchenrechtler und Hochschullehrer.

## Leben
Pirhings frühe Ausbildung ist nicht bekannt. Er absolvierte an der Universität Ingolstadt ein Studium der Philosophie und Rechtswissenschaft, bevor er 1628 in den Jesuitenorden eintrat. Wann und wo er zum Doktor der Theologie promoviert wurde, ist nicht bekannt.
Pirhing wurde 1636 eine Stelle als Professor für Philosophie und Moraltheologie an der Universität in Ingolstadt übertragen. 1643 wurde er Domprediger am Regensburger Dom. Zugleich hatte er von 1643 bis 1646 die Professur für Kirchenrecht an der Universität Dillingen inne. In der Zeit von 1653 bis 1656 war er Rektor des Jesuitenkollegs Eichstätt. Danach lehrte er von 1658 bis 1671 erneut in Dillingen, nun als Professor für Kirchenrecht und Bibelexegese.
Pirhing entwickelte eine neue Methode zur Darstellung des Kirchenrechts (methodus pirhingiana), die für die folgenden zwei Jahrhunderte einflussreich war. Neben einer neuen Reihenfolge nutzte er die Kasuistik zur Veranschaulichung des Rechtsgebietes.

## Werke (Auswahl)
- Assertiones canonicae de jurisdictione et potestate ordinarii judicis seu praelat. eccles., Mayer, Dillingen 1652.
- Universum Ius Canonicum secundum titulos Decretalium distributum, novo methodo explicatum, 5 Bände, Bencrad, Dillingen 1674–1678.
  - Auszugsweise in einem Band als  Synopsis Pirhingiana Seu Compendiaria SS. Canonum Doctrina, Bencrad, Dillingen 1695.
- Apologia Und Schutz-Schrifft, Der Röm. Kays. May. und anderer Catholischen Potentaten, Wie auch der Geistlichen Ordensständen, München und Jesuiter, und gesambten Catholischen, Wider die grobe, falsche und unverantwortliche Calumnien ... Welche Der Lutherische Superintendens in Regenspurg Balthasar Balduinus ... im Truck außgesprengt, Ostermayr, Ingolstadt 1652 und Wagner, München 1653.